# Henry FitzGerald (12e comte de Kildare)
Henry FitzGerald  (1562– 1er août 1597), 12e comte de Kildare en 1585, est un pair irlandais et un soldat.

## Origine
Henry FitzGerald est le second fils du 11e comte de Kildare Gerald FitzGerald et de Mabel Browne. Son frère aîné étant pré décédé en 1580, Henry hérite du comté en 1585.

## Carrière militaire
Surnommé en irlandais Henry na Tuagh, c'est-à-dire Henry "des Haches de bataille", combat contre les envahisseurs espagnols en Irlande en 1588. En 1597 il aide à réprimer le soulèvement de Hugh O'Neill en Ulster, où il est grièvement blessé. lors d'une escarmouche sur la Blackwater en juillet 1597, transporté à Drogheda il meurt de ses blessures le 1er août 1597.

## Union et postérité
Henry FitzGerald épouse en 1589 Frances Howard, fille de Charles Howard, 1er comte de Nottingham et de Katherine Carey. Ils n'ont pas de fils et le comté de Kildare après sa mort est dévolu à son frère cadet Wiliam FitzGerald 13e comte de Kildare. Le couple laisse cependant deux filles survivantes::
- Bridget[5], (c. 1590 – morte entre  1661 et 1683), épouse d'abord Rory O' Donnell, puis Nicholas Barnewall, 1er Vicomte  Barnewall avec descendance de ses deux mariages.
- Elizabeth, Comtesse de  Fingall[2], qui épouse Luke Plunkett, 1er comte de Fingall, alors qu'il n'est encore que  Baron Killeen. Elle meurt à Londres en 1611, après quoi son époux veuf contracte encore trois autres unions et recçoit le titre de Comte de Fingall en 1628.

## Sources
- Darryl Lundy, Henry FitzGerald, 2nd/12th Earl of Kildare, thepeerage.com, 29 juin 2015 (lire en ligne), p. 1265 § 12649 cites:
- G.E Cokayne et al., The Complete Peerage of England, Scotland, Ireland, Great Britain and the United Kingdom, Extant, Extinct or Dormant, vol. I, Gloucester, U.K., Alan Sutton Publishing, 2000, Reprint in 6 volumes éd., p. 428
- Charles Mosley, Burke's Peerage, Baronetage & Knightage, vol. 2, Wilmington, Delaware, Burke's Peerage, 2003, 107th in 3 volumes éd., p. 2299
- (en) T.W Moody, F.X. Martin et F.J. Byrne, A New History of Ireland IX Maps, Genealogies, Lists. A companion to Irish History part II, Oxford, Oxford University Press, 2011, 690 p. (ISBN 978-0-19-959306-4).